# 鎖鎖美小姐@不好好努力
《鎖鎖美小姐@不好好努力》（日语：ささみさん@がんばらない）是由日日日撰寫，左插畫的日本輕小說作品，由小學館旗下GAGAGA文庫出版發行。

## 故事簡介
家裡蹲的「鎖鎖美」與奴隸體質的「哥哥」，不斷被捲入神明引發的各種異常現象中，並和充滿個性的邪神三姐妹一起過著看似日常的非日常生活。
本作中的劇情交雜著天照大神、八岐大蛇、瓊瓊杵尊等各種日本神話，並亦有其他國家的神話出現。

## 登場人物

### 月读家
月讀鎖鎖美（聲：阿澄佳奈）
櫻花咲夜學園1年右組（第4卷後為2年左組、第7卷後為三年心組）學生，和哥哥神臣一起住在天沼矛町。10月20日生。重度的家裡蹲，原本都整天躲在家裡沒去上學，但從1年級的2月之後開始正常上學。生活起居仰賴哥哥的照顧，生氣起來像是變了個人，會用低級的話罵人。家裡蹲期間每天靠著「哥哥監視器」，透過神臣的視點觀察外在世界。
脫逃的期間一直沉迷於社交網路｢SNS八歧大蛇｣，而這就是第一卷中引起｢改變｣的原因。
原本是做為｢最高神力量持有者｣的月讀的巫女過著｢努力｣的生活；但經由網路逐漸了解世界之後而不堪重任，帶著哥哥神臣逃出月讀神社，選擇了「不用努力」的生活。
在演唱會事件，被留座拿刀切掉肉瘤，而奪取最高神力量，讓鎖鎖美一度在生命邊緣徘徊著。
第二卷之後可以外出、和一直共同捲入「變化」事件的邪神三姐妹形成了如家人般的羈絆，並且也在「努力」與「不努力」中反覆循環。
曾經因被媽媽告知將哥哥殺死的訊息，得知哥哥死掉後精神一度崩壞。
第四卷之後成為了二年級生、而第七卷之後升上了三年級。
隨著故事的進行，和成為朋友的鏡跟情雨發生過有百合情節的身體接觸。
名字是從「天地無用！」、「魔法少女砂沙美」中登場過的角色砂沙美所取的。
月讀神臣（聲：大塚芳忠）
櫻花咲夜學園教師，總是能用各種物體巧妙遮住自己的臉。非常溺愛自己的妹妹鎖鎖美，時常稱呼自己的妹妹為鎖鎖美小姐。
基本上算是個性認真的人，不過偶爾會不自然的缺乏常識，對自己的妹妹也抱有不正常的慾望。
被咒咒說為怪物，情雨認為其是十分遠古的妖物，目前真實身分不明，但推斷實力可能僅次於天照大神。
曾被咒咒殺死過一次。
月讀留座（聲：小山力也）
鎖鎖美的父親。
曾切下肉瘤想藉此奪走｢最高神的力量｣，但被劍給阻止了。
因動畫第四話，任務敗北後，就和鎖鎖美一樣開始繭居生活，現在是個認為努力很麻煩的男人，似乎有重度M傾向。
月讀咒咒（聲：浅川悠）
是鎖鎖美的母親，同時也是上一代「月讀的巫女」。
鎖鎖美十分尊敬母親、但咒咒覺得因為自己無用且過度溺愛女兒。
她在鎖鎖美還很小的時候就過世了、鎖鎖美在成為「不想努力的孩子」後曾見過從黃泉底下的「根之國」返回的咒咒、她為了把鎖鎖美奪回而用強硬的手段與邪神三姐妹敵對。
但最後以失敗告終、因為鎖鎖美為了打敗玉藻前而和劍組成共同戰線。在那時便和鎖鎖美與邪神三姐妹和解了。
目前是｢最高神力量持有者｣的代理者。
月讀日留女
和鎖鎖美外表極為相似的謎樣少女。
第七卷的另一個主角。在第六卷初登場、其存在和名字都只在神臣的記憶中被提及。
月讀留留那
由咒咒所生的鎖鎖美的妹妹。
是「對抗兵器」。

### 邪神三姐妹
三姐妹的姓名是從三神器而來。
邪神劍（聲：齋藤千和）
邪神三姐妹的長女，櫻花咲夜學園教師，同時是鎖鎖美的班導，外表看起來像是小女生（但性格像中年大叔），實際年齡31歲。常有各種老師不該有的行為，像是在職員室玩色情遊戲、說話中夾著美少女遊戲用語，或是用粗魯的口氣說話等等。卻總是在旁默默守護鎖鎖美跟兩個妹妹「努力」的樣子。
真面目是原最高神力量持有者天照大神，兩個妹妹鏡跟玉是她用自己的身體所分割出來，因為不好意思稱為女兒所以稱為妹妹。
邪神鏡（聲：花澤香菜）
邪神三姐妹的次女，櫻花咲夜學園1年右組（第4集後為2年左組），和鎖鎖美同班。外表樸素，在班上並不起眼，時常露出一副想睡覺的樣子。參加名為「創造會」的同好會。
剛開始和鎖鎖美有過一段尷尬的關係、如今已成為鎖鎖美不可取代的親友之一。
原是惡德秘密結社「荒吐神（アラハバキ）」從劍身上分割出來的惡意所改造而成的「靈能機器人」、之後被劍奪回並一起生活至今。原本的真身為迦具土。與敵人戰鬥的時候是用藏於自己體內的重兵器來戰鬥。
邪神玉（聲：野中藍）
邪神三姐妹的三女，小學3年級。外表和劍剛好相反，看似成年女性但實際年齡只有9歲。個性比外表看起來得更年幼、天真無邪。非常喜歡把神臣叫做｢把拔｣、後期把鎖鎖美稱為｢馬麻｣。
因為劍想把她培養成下一代的｢最高神｣、而產生了出生時的肉體和精神年齡的違和感（神的模樣在出生前便已決定，無法改變）。
月讀家的人和姐姐們、因為自身奇稻田姬的力量引發的「改變」，除去了她做為擁有普通人類「成人」肉體的貌美小學生這項違和感；從小她因為自身引發的改變能改變人心這件事而害怕、因此非常珍視不會因為「改變」而受到影響的鎖鎖美。

### 惡德秘密結社「荒吐神」
蝦怒川情雨（聲：沼倉愛美）
在二年級篇中登場的角色。鎖鎖美的宿敵（自稱）兼友人。對她來說鏡比鎖鎖美更為一個勁敵。
櫻之花咲夜學園2年左組的學生（第三卷之後登場）同時也是鎖鎖美的同學。
在班上擔任班長的職務、一方面也是櫻之花咲夜學園的學生會長。同時更是惡德祕密結社｢荒吐神｣的首領。
和鎖鎖美相比有努力勤奮且充滿活力像男孩子的一面。會發出像魔女一樣『庫庫庫』的笑聲。
無論在什麼情況下都會單方面把鎖鎖美當做勁敵，而這種自視甚高的發言在鎖鎖美眼中只被視為是本人的中二病而已。
為神靈『吾之命定之物－荒吐神』的所有人、能夠捕食眾神。
到晚上，由于与淡岛交换，身體會轉變成男性並長出小雞雞。
繼承父親的意志、目標是征服世界成為這世上唯一的神。
玉藻前（聲：日高里菜）
惡德秘密結社｢荒吐神｣的幹部之一、一萬年前即存在之傳說的金毛白面九尾狐。是如同情雨保護者般的存在。
初次登場時是想從｢改變｣過去的鎖鎖美身上奪取最高神之力，但在劍跟咒咒的共同戰鬥下敗北。
認為鎖鎖美對情雨釋出友情這個行為是善意的。
淡島先生（聲：宮下榮治）
守護安產與小孩子的神明，特徵是有一口爽朗的語氣，现寄宿在情雨体内。

### 其他
肉瘤（配音：阿澄佳奈）
月读神社为了防止锁锁美叛逃而植入的第二人格，拥有自我意识而协助月读神社控制锁锁美，在锁锁美被月读神社再次捕捉时从锁锁美身体逃出并失去了之前捕捉时的记忆，在邪神三姐妹的启示回忆起失去的记忆并试图使用从锁锁美抢来的最高神力量对付剑，而被剑制服，并变成兔子，由镜抚养。
布津野弥火（配音：葉月繪理乃）
月读神社的巫女，由于过去陷入某事件而失去神力，被月读神社收留。在留座收复锁锁美失败后一直在记录神社事务日记，并被留座要求像M般对待。在咒咒复活后跟随咒咒。

## 用語
天沼矛町
月詠兄妹和邪神三姐妹居住的城鎮。
櫻花咲夜學園
位於天沼矛町中心點的高中，櫻花相當有名。
創造會
鏡參加的同好會，由神臣擔任顧問。
哥哥監視器
鎖鎖美用來窺視外界的工具，使用時要戴在頭上。
改變
『八百萬神』所引發的事件。
例如把全世界的所有東西都變成巧克力等等。
鎖鎖美是做為｢月讀的巫女｣被訓練、而邪神三姐妹彼此也都感應的到、但一般人要感知到這個變化根本是不可能。
月讀的巫女
繼承從邪神劍那裡拿到「最高神的力量」的瓊瓊杵尊之子孫－月讀一族中女性的稱呼。鎖鎖美跟咒咒都曾擔任過。
藉由近親交配來存有最高神的力量、一族中男人做為侍奉巫女的幕後人、而女人肩負著維持世界使其不致崩潰的哀傷宿命。
因此無法忍受的鎖鎖美從「努力」的生活中逃出了。

## 出版書籍
| 卷數 | 小學館         | 小學館                 | 東立出版社     | 東立出版社             |
| 卷數 | 發售日期       | ISBN                   | 發售日期       | ISBN                   |
| ---- | -------------- | ---------------------- | -------------- | ---------------------- |
| 1    | 2009年12月18日 | ISBN 978-4-09-451176-5 | 2012年12月13日 | ISBN 978-986-324-458-5 |
| 2    | 2010年4月20日  | ISBN 978-4-09-451202-1 | 2013年1月14日  | ISBN 978-986-324-724-1 |
| 3    | 2010年8月18日  | ISBN 978-4-09-451223-6 | 2013年2月25日  | ISBN 978-986-324-860-6 |
| 4    | 2010年12月17日 | ISBN 978-4-09-451244-1 | 2013年7月25日  | ISBN 978-986-332-963-3 |
| 5    | 2011年4月19日  | ISBN 978-4-09-451265-6 | 2013年10月28日 | ISBN 978-986-337-449-7 |
| 6    | 2011年8月18日  | ISBN 978-4-09-451289-2 | 2014年1月20日  | ISBN 978-986-348-092-1 |
| 7    | 2011年12月17日 | ISBN 978-4-09-451311-0 | 2014年7月28日  | ISBN 978-986-365-255-7 |
| 8    | 2012年6月19日  | ISBN 978-4-09-451311-0 | 2015年9月10日  | ISBN 978-986-462-186-6 |
| 9    | 2012年9月19日  | ISBN 978-4-09-451311-0 | 2016年1月4日   | ISBN 978-986-462-820-9 |
| 10   | 2012年12月18日 | ISBN 978-4-09-451381-3 | 2016年4月7日   | ISBN 978-986-470-159-9 |
| 11   | 2013年6月18日  | ISBN 978-4-09-451420-9 | 2016年7月14日  | ISBN 978-986-470-606-8 |

### 改編漫畫
| 卷數 | 小學館         | 小學館                 |
| 卷數 | 發售日期       | ISBN                   |
| ---- | -------------- | ---------------------- |
| 1    | 2012年12月18日 | ISBN 978-4-09-124208-2 |
| 2    | 2013年3月18日  | ISBN 978-4-09-124274-7 |
| 3    | 2013年6月18日  | ISBN 978-4-09-124339-3 |
| 4    | 2013年12月18日 | ISBN 978-4-09-124545-8 |

## 電視動畫
官方早於2011年12月17日發售的第7集書腰發表動畫化的消息。其後亦在2012年6月19日公佈由TBS電視台和Aniplex負責有關項目，並在同年8月10日公佈主要製作人員。
2013年1月10日，本作於TBS電視台首播，全12話。 

### 製作人員
- 企劃：村上仁之（TBS電視台）、岩上敦宏（Aniplex）、久保田光俊（SHAFT）、太布尚弘（Movic）、井上俊次（Lantis）、丹羽多聞．Andrew（BS-TBS）
- 監督：新房昭之
- 副監督：龍輪直征
- 系列構成、劇本：高山克彥
- 角色設計：原田大基
- 總作畫監督：原田大基、佐佐木貴宏、田中春香
- 道具設計：高野晃久
- 美術監督：內藤健
- 美術設定：大平司
- 色彩設計：日比野仁
- 攝影監督：内村祥平
- 剪接：松原理惠
- 音響監督：鶴岡陽太
- 音樂：橋本由香利
- 音樂製作人：小池克實
- 音樂製作：Lantis
- 動畫製作：SHAFT
- 製作人：田中潤一朗（TBS電視台）、足立和紀（Aniplex）、大嶋實句（SHAFT）、金庭惠（Movic）、小池克實（Lantis）、浦城義明（BS-TBS）
- 製作協力：Aniplex、SHAFT、Movic、Lantis、BS-TBS
- 製作：製作委員會＠不好好努力、TBS電視台

### 主題曲
片頭曲「Alteration」
作詞、作曲、編曲、主唱：ZAQ
片尾曲
作詞、作曲、編曲：前山田健一，主唱：月讀鎖鎖美（阿澄佳奈）
雖然主唱經常標示為「月讀鎖鎖美」，但配合作品中不好好努力的性格，除了第十二話外，基本上每集都是以off vocal版本為基礎，再插入角色的對話，或以卡拉OK的方式獻唱一小部分。
| 集數     | 出演                                          | 主唱部分                              | 備註  |
| -------- | --------------------------------------------- | ------------------------------------- | ----- |
| 第一話   | 月讀鎖鎖美、月讀神臣                          | 阿澄佳奈                              | [ 6 ] |
| 第二話   | 月讀鎖鎖美、月讀神臣                          | －                                    |       |
| 第三話   | 月讀鎖鎖美、月讀神臣、 邪神劍、邪神鏡、邪神玉 | 齋藤千和、野中藍                      |       |
| 第四話   | 肉瘤、月讀神臣                                | 阿澄佳奈                              | [ 7 ] |
| 第五話   | 月讀鎖鎖美、邪神鏡                            | 阿澄佳奈、花澤香菜                    |       |
| 第六話   | 月讀神臣、月讀咒咒                            | 淺川悠                                |       |
| 第七話   | 邪神鏡、邪神玉                                | 野中藍                                |       |
| 第八話   | 月讀鎖鎖美、月讀神臣、 邪神鏡、邪神玉         | 野中藍、花澤香菜                      |       |
| 第九話   | 蝦怒川情雨、玉藻前                            | 沼倉愛美                              |       |
| 第十話   | 月讀鎖鎖美、邪神玉                            | 阿澄佳奈                              | [ 7 ] |
| 第十一話 | 月讀鎖鎖美、月讀神臣、 邪神劍、邪神鏡、邪神玉 | 阿澄佳奈、齋藤千和、 花澤香菜、野中藍 |       |

插曲（第4話）
作詞、作曲、編曲：橋本由香利，主唱：女性聲優（仁後真耶子）

### 各話列表
| 話數     | 日文標題 | 中文標題           | 分鏡              | 演出       | 作畫監督                                                 | 作畫監督輔佐／協力                                     | 片尾贊助插畫   | 原作  |
| -------- | -------- | ------------------ | ----------------- | ---------- | -------------------------------------------------------- | ------------------------------------------------------ | -------------- | ----- |
| 第一話   |          | 明天開始努力       | 龍輪直征          | 龍輪直征   | 佐佐木貴宏                                               | 大梶博之                                               | 霜月八日       | 第1卷 |
| 第二話   |          | 自家警衛           | 岩崎安利 龍輪直征 | 永岡智佳   | 田中春香、篠田知宏                                       | 原田大基、大梶博之                                     | CUTEG          | 第1卷 |
| 第三話   |          | 工作就等於輸了     | 川畑喬            | 川畑喬     | 松本元氣                                                 | 佐佐木貴宏                                             | 戶部淑         | 第1卷 |
| 第四話   |          | 寄生於家中         | 高橋知也          | 石川俊介   | 高野英久、齊藤和也                                       | 栗原基彥、櫻井司 山村洋貴、篠田知宏                    | 森澤晴行       | 第2卷 |
| 第五話   |          | 只是還沒認真而已   | 關野昌弘          | 龍輪直征   | 大梶博之、齊藤美香                                       | 松本元氣                                               | Tiv            | 第2卷 |
| 第六話   |          | 只給父母添麻煩     | 鈴木利正          | 奧野耕太   | 中村直人、佐佐木貴宏 高野晃久                            | 齊藤和也、櫻井正明 大梶博之、山村洋貴 原田大基         |                | 第2卷 |
| 第七話   |          | 忘了發聲的方法     | 川畑喬            | 川畑喬     | 松本元氣、新垣一成 小堺能夫、松浦力                      | -                                                      | 七瀨芽瑠智     | 第2卷 |
| 第八話   |          | 戰略的孤獨         | 高橋知也          | 永岡智佳   | 篠田知宏、齊藤和也                                       | 中村直人、高野晃久 小堺能夫、長山延好 岩崎安利         | 鵜飼沙樹       | 第3卷 |
| 第九話   |          | 並非做不到         | 佐佐木滿          | 石川俊介   | 大梶博之、古賀美裕紀 岩崎大輔、松本元氣 櫻井司、長山延好 | 新垣一成                                               | 瑠奈璃亞       | 第3卷 |
| 第十話   |          | 與看不見的敵人戰鬥 | 佐佐木滿          | 岡田堅二朗 | 中村直人、齊藤美香 篠田知宏、長山延好                    | 高野晃久、小堺能夫 原修一、越後光崇 岩崎安利、齊藤和也 | 籠目           | 第4卷 |
| 第十一話 |          | 戀愛是都市傳說     | 川畑喬            | 川畑喬     | 松本元氣、新垣一成 櫻井司、長山延好 大梶博之、高野晃久   | 越後光崇                                               | （QP:flapper） | 第4卷 |
| 第十二話 |          | 明天也不好好努力   | 鈴木利正          | 龍輪直征   | 岩崎大輔、中村直人 松本元氣、篠田知宏 齊藤和也、大梶博之 | 高野晃久、長山延好                                     | 左             | 第4卷 |

### 播放電視台
日本深夜動畫：下文記載的日本国内播放時間使用日本標準時間（UTC+9）表示。因為部分時間标识會採用30小时制，因此請留意这类超过24:00的时间，其實際播放時間為翌日清晨。
| 播放地區   | 播放電視台   | 播放日期                | 播放時間（UTC+9）          | 所屬聯播網          | 備註                                          |
| ---------- | ------------ | ----------------------- | -------------------------- | ------------------- | --------------------------------------------- |
| 關東廣域圈 | TBS電視台    | 2013年1月10日 - 3月28日 | 星期四 25時25分 - 25時55分 | 日本新聞網          | 製作局、字幕放送 TBS電視台星期四深夜動畫第1部 |
| 兵庫縣     | SUN電視台    | 2013年1月13日 - 3月31日 | 星期日 25時30分 - 26時00分 | 獨立UHF局           |                                               |
| 中京廣域圈 | 中部日本放送 | 2013年1月17日 - 4月4日  | 星期四 26時30分 - 27時00分 | 日本新聞網          |                                               |
| 日本全國   | BS-TBS       | 2013年1月19日 - 4月6日  | 星期六 25時00分 - 25時30分 | 日本新聞網 衛星電視 |                                               |
| 日本全國   | AT-X         | 2013年2月6日 - 4月24日  | 星期三 22時30分 - 23時00分 | 衛星電視            | 有重播                                        |

### BD及DVD
| 卷數 | 收錄集數       | 發售日期      | 封面角色及設計                    | 完全生産限定版 特典CD歌曲               | 備註 |
| ---- | -------------- | ------------- | --------------------------------- | --------------------------------------- | ---- |
| 1    | 第一、二話     | 2013年3月27日 | 月讀鎖鎖美                        | 片尾曲「」 主唱：月讀鎖鎖美（阿澄佳奈） |      |
| 2    | 第三、四話     | 2013年4月24日 | 邪神劍                            | 角色歌曲 主唱：邪神劍（齋藤千和）       |      |
| 3    | 第五、六話     | 2013年5月22日 | 邪神鏡                            | 角色歌曲 主唱：邪神鏡（花澤香菜）       |      |
| 4    | 第七、八話     | 2013年6月26日 | 邪神玉                            | 角色歌曲 主唱：邪神玉（野中藍）         |      |
| 5    | 第九、十話     | 2013年7月24日 | 蝦怒川情雨                        | 角色歌曲 主唱：蝦怒川情雨（沼倉愛美）   |      |
| 6    | 第十一、十二話 | 2013年8月21日 | 月讀鎖鎖美、邪神劍 邪神鏡、邪神玉 | 角色歌曲 主唱：月讀鎖鎖美（阿澄佳奈）   |      |

## 腳注

## 外部連結
- 電視動畫官方網站 （页面存档备份，存于）（日語）
- 原作特設網站（日語）
- 漫畫版介紹網頁（日語）
- 電視動畫『鎖鎖美小姐@不好好努力』的X（前Twitter）（日語）